# Lac Teshekpuk
Le lac Teshekpuk est un lac de 35 kilomètres de long, situé à sur la côté arctique de l'Alaska aux États-Unis. Il se trouve au sud de Pitt Point, à 19 kilomètres à l'est de Harrison Bay et 130 kilomètres à l'est de Point Barrow.

## Étymologie
Le nom provient de la langue inupiaq, décrit par Rochfort Maguire en 1854 comme « Tasok-poh », signifiant « grande étendue d'eau côtière fermée » ou « grand lac côtier ».
Il est aussi connu sous les noms de :
- Lac Teshekpuk
- Lac Tasekpuk
- Lac Tasirkpuk
- Tasyukpun

## Environnement
Le lac est le plus grand lac de l'Alaska arctique et le plus grand lac thermokarstique du monde. Les espèces de poissons présentes dans le lac incluent plusieurs espèces de corégones (Coregonus nasus, Coregonus autumnalis), le saumon chinook (Oncorhynchus tshawytcha), le saumon du Pacifique (Oncorhynchus keta), le touladi ou truite de lac (Salvelinus namaycush), la lotte (Lota lota) et l'omble arctique (Salvelinus malma).
La région sert d'habitat à une grande variété d'espèces arctiques, incluant la harde de caribous du lac Teshekpuk (64 000 individus) et de grands nombres d'oiseaux migrateurs et aquatiques.
Un observatoire a été établi par l'U.S. Geological Survey, la National Science Foundation et d'autres partenaires pour étudier l'impact du changement climatique sur l'environnement arctique.
En juillet 2007, une étude a démontré que la fonte de la glace de mer à proximité du lac Teshekpuk cause une érosion rapide de la zone marécageuse riche en faune sauvage. Par endroits, la mer a progressé d'environ un kilomètre et l'eau salée a contaminé les lacs d'eau douce. Selon l'étude, les oiseaux migrateurs, les caribous et d'autres animaux ont vu leur habitat se réduire et les rares infrastructures humaines sur la côte ont été endommagées. D'après Stan Senner, directeur exécutif de Audubon Alaska, « la zone [du lac Teshekpuk] est parmi les plus importantes de l'Arctique tout entier et pas seulement l'Alaska arctique... il s'agit tout simplement de la zone de mue la plus importante pour les oies sauvages de l'Arctique. »

### Controverse liée au forage pétrolier
Le 11 janvier 2006, le Département de l'Intérieur du gouvernement des États-Unis (U.S. D.O.I) a approuvé le forage pétrolier et gazier sur une zone de près de 2 000 km2 autour et dans le lac Teshekpuk, sur l'Alaska's North Slope (Versant Nord de l'Alaska), à l'intérieur de la réserve nationale de Pétrole de l'Alaska ou National Petroleum Reserve in Alaska (NPRA).
Près de 90 000 oies sauvages se rassemblent dans la zone pour muer en été et plus de 40 000 caribous migrent dans la région et se rassemblent pour la mise bas. Certains groupes de défense de l'environnement contestent la décision du gouvernement américain de permettre les forages. La décision stipule néanmoins qu'aucun forage de surface ne sera permis dans les zones considérées comme cruciales pour la mue des oies sauvages ou les caribous et qu'un maximum de 8,5 km2 dans sept secteurs différents pourra être altéré de manière permanente.
Le 25 septembre 2006, la Cour du District de l'Alaska a arrêté la décision selon laquelle la zone faunique entourant le lac Teshekpuk était retirée d'une mise en concession programmée le 27 septembre suivant. La cour a fondé sa décision sur la violation de plusieurs lois fédérales sur l'environnement. Le jugement a rendu caduc le plan de concession de la zone, interdisant au Bureau of Land Management de concéder plus de 1 600 km2 autour du lac. Préalablement au jugement de la Cour, menés par une coalition d'associations environnementales et des natifs d'Alaska, des citoyens américains ont envoyé plus de 300 000 messages au Secrétaire de l'Intérieur et au P.D.G de ConocoPhillips.
Les écologistes et les Iñupiat locaux ont aussi cité les impacts du changement climatique global comme raison majeure de stopper le forage pétrolier dans la zone du lac Teshekpuk.